# Monte Burley
El monte Burley (en inglés: Mount Burley) es una elevación de 895 m s. n. m. de altura, ubicado a unos 4 kilómetros al suroeste de la bahía Doris en Georgia del Sur, en el océano Atlántico Sur, cuya soberanía está en disputa entre el Reino Unido el cual las administra como «Territorio Británico de Ultramar de las islas Georgias del Sur y Sandwich del Sur», y la República Argentina que las integra al Departamento Islas del Atlántico Sur, dentro de la Provincia de Tierra del Fuego, Antártida e Islas del Atlántico Sur. Fue nombrado por el Comité Antártico de Lugares Geográficos del Reino Unido por el capitán de corbeta Malcolm Keith Burley, de la Marina Real Británica, y líder de la «Expedición de Servicios Combinados» del Ejército Británico entre 1964 y 1965.